# Пітер Дікінсон (журналіст)
Пітер Дікінсон (англ. Peter Dickinson; нар. 1975 чи 1976) — британський журналіст, публіцист та видавець. Науковий співробітник організації «Атлантична рада». Видавець часописів Business Ukraine та Lviv Today. Редактор блогу Ukraine Alert Атлантичної Ради.
У 1997 році, після закінчення університету, переїхав з Великої Британії до України. Працював інформаційним координатором в міжнародній британській культурно-освітній організації «Британська рада» у Львові, де проживав близько року. У 2008 році заснував англомовне видання Lviv Today. Проживає у Києві.
Під час повномасштабного російського вторгнення до України брав участь у телемарафоні «FreeДом», відстоював українську позицію в англомовній пресі.
4 листопада 2022 року був відзначений орденом «За заслуги» III ступеня.